# Funcions lingüístiques de la societat
Les funcions lingüístiques de la societat són els processos socials que determinen les estructures lingüístiques. La relació entre llengua i societat és molt íntima: la llengua es fa servir i evoluciona en societat i aquesta funciona i es desenvolupa mitjançant l'ús de la llengua. En paraules d'Aracil (1974) existeix: "una correlació funcional entre ús i estructura", però sempre dins de l'enfocament sociolingüístic. Mollà i Viana afirmen que "la consistència de l'ús lingüístic depèn, en primer lloc, del valor instrumental d'aquella llengua concreta; és a dir, de les funcions socials que aquella llengua puga acomplir [...]".
Així mateix, els individus desenvolupen capacitats interpretatives respecte de les estructures lingüístiques percebudes en l'intercanvi comunicatiu i també respecte de les mateixes estructures lingüístiques, segons pertanyin a una varietat o a una altra. Per a Bastardas (1996), emprar una varietat i no una altra, o bé, una determinada forma lingüística i no una altra és socialment significatiu, ofereix una informació important sobre el parlant. A més, els processos socials tenen una vinculació evident amb l'elaboració de la varietat estàndard o la producció de sociolectes o registres lingüístics. Finalment, Francesc Vallverdú, en Velles i noves qüestions sociolingüístiques (1998), marca l'expansió de la ràdio i la televisió catalanes a partir de 1984 com un punt clau en la discussió sobre l'estàndard i la normativització. Hi ofereix un pràctic resum sobre l'estat de la qüestió amb el recull d'aportacions d'especialistes en l'àmbit de la sociolingüística.

## Funcions lingüístiques de la societat i les funcions socials del llenguatge
Les funcions lingüístiques de la societat són aquelles operacions que es compleixen a través del llenguatge i que és possible complir a través de l'activitat lingüística en una praxi relativa a altres i al món. Un dels factors imprescindibles perquè una comunitat es mantingui cohesionada i estable és el fet que els seus membres tinguin cobertes les seves necessitats comunicatives sense recórrer a altres llengües. Un dels factors determinants per aquesta cohesió i estabilitat de la comunitat és definit, per Mollà i Viana, com "la compartició d'un mateix univers d'actituds, d'uns mateixos hàbits socials de comunicació (normes d'ús) i d'un món simbòlic acceptat com a emblemàtic (representatiu) de la globalitat comunitària". Parlem, doncs, de compartir unes característiques de comportament pels membres d'una mateixa comunitat o d'un mateix grup lingüístic. En efecte, aquests membres coincideixen amb unes normes socials que determinen l'adequació comunicativa, són unes normes de conducta lingüística que possibiliten la interacció entre els membres. Aquest factor relacionat amb l'actitud té un caire simbòlic. Posem, per exemple, en comunitats grans i modernes, la dimensió simbòlica de la varietat estàndard. Cal no oblidar, però, el valor de cohesió en la col·lectivitat que els elements simbòlics de les comunitats van adquirir des de l'època del nacionalisme al segle xix. El simbolisme nacional de la llengua és un fet universal.
Per acabat, hauríem de fer referència a Lamuela (1994), que assenyala les tres funcions socials bàsiques de les llengües:
1. Funció comunicativa o instrumental: es relaciona amb el grau d'utilitat comunicativa d'una llengua. Les llengües que no serveixen per comunicar en cap àmbit s'anomenen llengües mortes. Aquesta funció està vinculada als conceptes de llengües completes (emprades en totes les ocasions i àmbits d'ús), al de llengües parcials (només presents en algunes activitats socials), i al de les llengües dominants i llengües regressives (pèrdua d'àmbits d'ús).
2. Funció definidora o constructora de la realitat: la capacitat d'una llengua de designar la realitat, és completa en el cas de la llengües dominants i parcials, i també en el cas de les llengües subordinades. La relació d'aquestes amb la realitat està mediatitzada per la llengua dominant.
3. Funció simbòlica o conativa: el valor afegit a l'ús d'una llengua que actuen com a símbol de pertinença a una comunitat. És aquesta funció la que provoca que sigui inevitable la politització de les llengües. Entre aquests valors afegits, cal incloure el del prestigi social d'una determinada llengua, fet que té un valor discriminatori i que associa el grau de coneixement de la varietat estàndard al grau de formació del parlant. En territoris amb una llengua subordinada, sovint, la llengua dominant actua com a varietat estàndard i, per tant, monopolitza el prestigi social i la voluntat d'aprenentatge dels nouvinguts a una comunitat. Les comunitats que han tingut llengües dominades necessiten fer un gran esforç per emprendre els seus propis processos d'estandardització, un esforç terminològic i funcional, com explica Bastardas (1996), en Ecologia de les llengües. Medi, contactes i dinàmica sociolingüística.